# Cryptoses choloepi
Cryptoses choloepi (лат.) — вид молевидных бабочек-огневок из семейства Pyralidae (Chrysauginae).

## Распространение
Центральная Америка (Коста-Рика, Панама), Южная Америка (Колумбия).

## Описание
Небольшие бабочки размером около 1 см, которые обнаруживаются в меху бурогорлого ленивца (форезия). Гусеницы-копрофаги, питаются фекалиями трёхпалых ленивцев. В то время когда ленивец слезает с дерева для дефекации, бабочки этого вида откладывают в его экскременты яйца, из которых затем выходят гусеницы, питающиеся ими.
Вид были впервые описаны в 1908 году американским энтомологом Харрисоном Дайером.